# Pitkäsaari (ö i Finland, Birkaland, Övre Birkaland, lat 62,02, long 24,25)
Pitkäsaari är en ö i Finland. Den ligger i sjön Ruovesi och i kommunen Ruovesi i den ekonomiska regionen  Övre Birkalands ekonomiska region  och landskapet Birkaland, i den södra delen av landet, 210 km norr om huvudstaden Helsingfors. Öns area är 1,6 hektar och dess största längd är 260 meter i öst-västlig riktning.